# Marian Mercer
Marian Ethel Mercer (Akron, 26 novembre 1935 – Newbury Park, 27 aprile 2011) è stata un'attrice e cantante statunitense, vincitrice di un Tony Award.
Ha lavorato in diversi musical on e off Broadway, tra cui Fiorello! (1959) e Gypsy: A Musical Fable (1962) e nel 1969 ha vinto il Tony Award alla miglior attrice non protagonista in un musical per Promises, Promises. Il regista Gary Nelson la dirige nel 1986 nel film Agatha Christie: Delitto in tre atti.

## Filmografia parziale

### Cinema
- Dalle 9 alle 5... orario continuato (Nine to Five), regia di Colin Higgins (1980)
- Ma capita tutto a me? (Out on a Limb), regia di Francis Veber (1992)

### Televisione
- Mary Hartman, Mary Hartman – serie TV, 118 episodi (1976–1977)
- Agatha Christie: Delitto in tre atti (Murder in Three Acts), regia di Gary Nelson – film TV (1986)
- La signora in giallo (Murder, She Wrote) – serie TV, episodio 8x12 (1992)